# Вал Логсдън Фич
 Вал Логсдън Фич (на английски: Val Logsdon Fitch) е американски физик, носител на Нобелова награда за физика за 1980 г.

## Биография
Роден е в село Мериман, Небраска на 10 март 1923 г. Завършва Колумбийския университет и става професор в Принстън.
През 1964 г., заедно със своя колега Джеймс Кронин, откриват асиметрия в поведението на неутралния каон и неговата античастица, което му донася и Нобеловата награда.
Умира на 5 февруари 2015 г. на 91-годишна възраст.